# Kringgärning
Kringgärning var i svensk folktro ett namn på arbete som gjorde att något gick runt i en cirkelrörelse eller kring en axel, som att spinna med spinnrock, mala säd med kvarnstenar, köra med vagn, och dylikt. Enligt folktron måste kringgärning undvikas under julen och under dymmeln, som var den sista delen av fastan från dymmelonsdagen till lördagen. Kringgärning antogs öka Jesu pina under dymmeln och troddes draga oknytt och olycka till huset vid julen och i fastan.